# Улица Константина Царёва
У́лица Константи́на Царёва — улица в районе Сокол Северного административного округа города Москвы.

## Положение улицы
Соединяет Волоколамское и Ленинградское шоссе. Является продолжением улицы Панфилова. С запада к улице примыкает Светлый проезд, с востока — Факультетский переулок. Улица имеет по одной полосе движения в каждом направлении. Нумерация домов начинается от Волоколамского шоссе. Слева вдоль улицы на всём протяжении расположены пути соединительной ветки между Малым кольцом и Рижским направлением МЖД.

## Происхождение названия
Ранее называлась Новокоптевский переулок. Своё нынешнее название улица получила в 1964 году в память о милиционере Константине Спиридоновиче Царёве (1929—1963), погибшем при исполнении служебного долга. Недалеко от пересечения с Волоколамским шоссе он для пресечения драки вступил в схватку с пьяными хулиганами, в результате чего получил ножевое ранение и скончался.

## Здания и сооружения
По нечётной стороне:
По чётной стороне:
- № 12 — Общежитие МАИ № 3

## Транспорт
Так как улица соединяет две крупные автомагистрали, Волоколамское и Ленинградское шоссе, то движение автотранспорта по ней достаточно интенсивное. Часто наблюдаются значительные затруднения движения в направлении Ленинградского шоссе.

### Наземный транспорт
Вдоль улицы проходит трамвайная линия с четырьмя остановками: «Станция Стрешнево» (ранее называлась «Светлый проезд»), «Улица Константина Царёва, 12», «Улица Константина Царёва», «Мост Победы» трамваев 23, 30, 31. Также временно по улице проходили трамваи 6, 15, 27 и 27+31 маршрутов.

### Ближайшие станции метро
- Войковская

### Железнодорожный транспорт
- Стрешнево
- Стрешнево